# سيدي الذهبي
سيدي الذهبي هي قرية في إقليم سطات ضمن جهة الشاوية ورديغة بالغرب المغربي. كان مجموع عدد سكان الجماعة القروية سيدي الذهبي 8.367 نسمة.(تعداد السكان الرسمي 2004)